# 大分県立森高等学校
大分県立森高等学校（おおいたけんりつ もりこうとうがっこう）は、かつて大分県玖珠郡玖珠町にあった公立の高等学校。

## 設置学科
- 普通科

## 所在地
- 〒879-4403 大分県玖珠郡玖珠町大字帆足505

## 沿革

### 略歴
2008年（平成20年）8月27日に大分県教育委員会が公表した2010 - 2014年度の高校改革推進計画（高校改革推進計画）においては、本校と大分県立玖珠農業高等学校とを統合し新たな高校を玖珠農業高校の敷地に設けることとされた。
この計画に基づき、本校は2015年（平成27年）3月22日を以て閉校した。卒業生の総数は1万5千人を超える。同年4月には総合選択制を導入し、普通科3学級と地域産業科1学級からなる大分県立玖珠美山高等学校が開校した。
閉校後の本校の校舎は改修及び増築の上、2019年4月に玖珠町内の中学校7校を統合して新設された玖珠町立くす星翔中学校の校舎として利用されている。

### 年表
- 1922年（大正11年） - 玖珠郡立森高等女学校として開校。
- 1923年（大正12年） - 大分県に移管され大分県立森高等女学校に改称。現在地に校舎を新築。
- 1948年（昭和23年） - 大分県立玖珠農学校と合併し大分県立玖珠高等学校となる。
- 1951年（昭和26年） - 大分県立玖珠高等学校から農業課程以外を分離し、大分県立森高等学校が発足。
- 2007年（平成19年）4月3日 - 第120回九州地区高等学校野球大会大分県大会で初優勝[1]。
- 2015年（平成27年）3月22日 - 閉校式挙行。

## 校歌
創立30周年を記念して1952年に募集され、当時の1年生の詞が採用された。作曲は山田耕筰。

## 部活動
ホッケー部は、高校総体や国体で度々上位入賞している。野球部は、2007年の第120回九州地区高等学校野球大会大分県大会で初優勝している。

## バス事故
2011年（平成23年）7月9日に野球部が大分市で開催された第93回全国高等学校野球選手権大会大分県大会の開会式からマイクロバスで戻る途中、大分自動車道で大型トラックに追突し監督が死亡、部員など22人が負傷する事故が起こった。

## 出身者
- 麻生彰久（ラグビーレフリー）
- 衛藤征士郎（政治家）
- 三遊亭好二郎（落語家）
- 村上アヤメ（日本初のバスガイド、旧制森高等女学校卒）